# Unni Kristin Skagestad
Unni Kristin Skagestad, född 8 september 1958, är en norsk skådespelare. 

## Filmografi
Enligt Internet Movie Database och Svensk filmdatabas:
- 1988 – Peer Gynt (TV)
- 1988 – Som man ropar (TV)
- 1990 – Gränslots
- 1993 – Kalle och änglarna
- 1995 – Kinobilletten (kortfilm)
- 1997 – Familiesagaen de syv søstre (TV-serie)